# Burgstall Davidskäpfle
Der Burgstall Davidskäpfle ist eine abgegangene Höhenburg auf 495 m ü. NN im Tettnanger Teilort Rattenweiler im Bodenseekreis in Baden-Württemberg.

## Beschreibung
Der noch gut erkennbare Burgstall liegt auf einem Drumlin nordwestlich von Rattenweiler. Nach Norden wird er durch einen steilen Abhang ins Argental geschützt. Vom Nordosten zieht sich ein sehr steiler, teilweise noch mehrere Meter hoher Wall nahezu halbrund südwestlich um ein Plateau, der Wall verflacht sich im westlichen Bereich deutlich. In diesem flachen Bereich sind Aufschüttungen erkennbar, die an ein Bauwerk denken lassen. Im Nordwesten zum Argental ist eine Lücke, in der keinerlei Reste erkennbar sind. Alois Schneider vermutet auf dem Davidskäpfle die Reste einer mittelalterlichen Turmhügelburg, die durch Hangrutschungen im Norden gestört ist. Gegen Süden war die Burg durch einen heute stark verflachten Graben geschützt, ein Annäherungshindernis außerhalb des Grabens ist denkbar.

## Geschichte
Das Areal wurde vermutlich bereits in keltischer Zeit als Viereckschanze genutzt.
Sichere Erwähnungen des Burgstalls gibt es nicht. Alois Schneider verweist auf zwei Nachrichten, die sich auf diese Anlage beziehen könnten: 1366 stellt Adelheid von Tannenfels den Grafen Heinrich und Wilhelm von Montfort einen Revers aus, in dem bei den Gütern zu Rattenweiler ein Burgstal erwähnt wird. 1447 wird in einer Entscheidung von Graf Hugo von Tettnang ebenfalls das Burgstal und der gart daran genannt. Beide Nennungen können sich aber auch auf den etwa 230 Meter südwestlich liegenden Burgstall Winkelholz beziehen.